# Türkische Teestuben in Deutschland

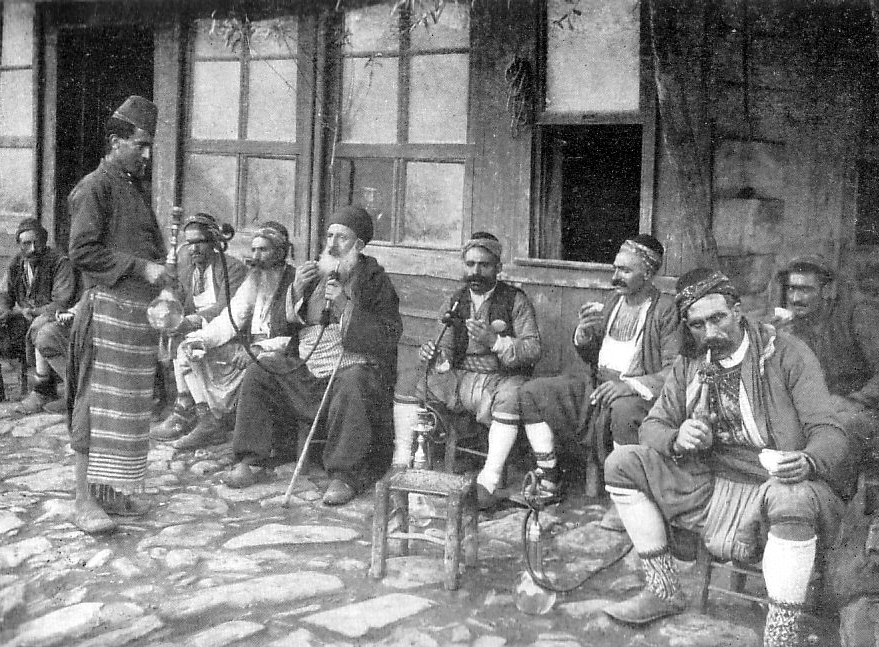
Kahvehane um 1911: Vorläufer der Teestuben in Deutschland

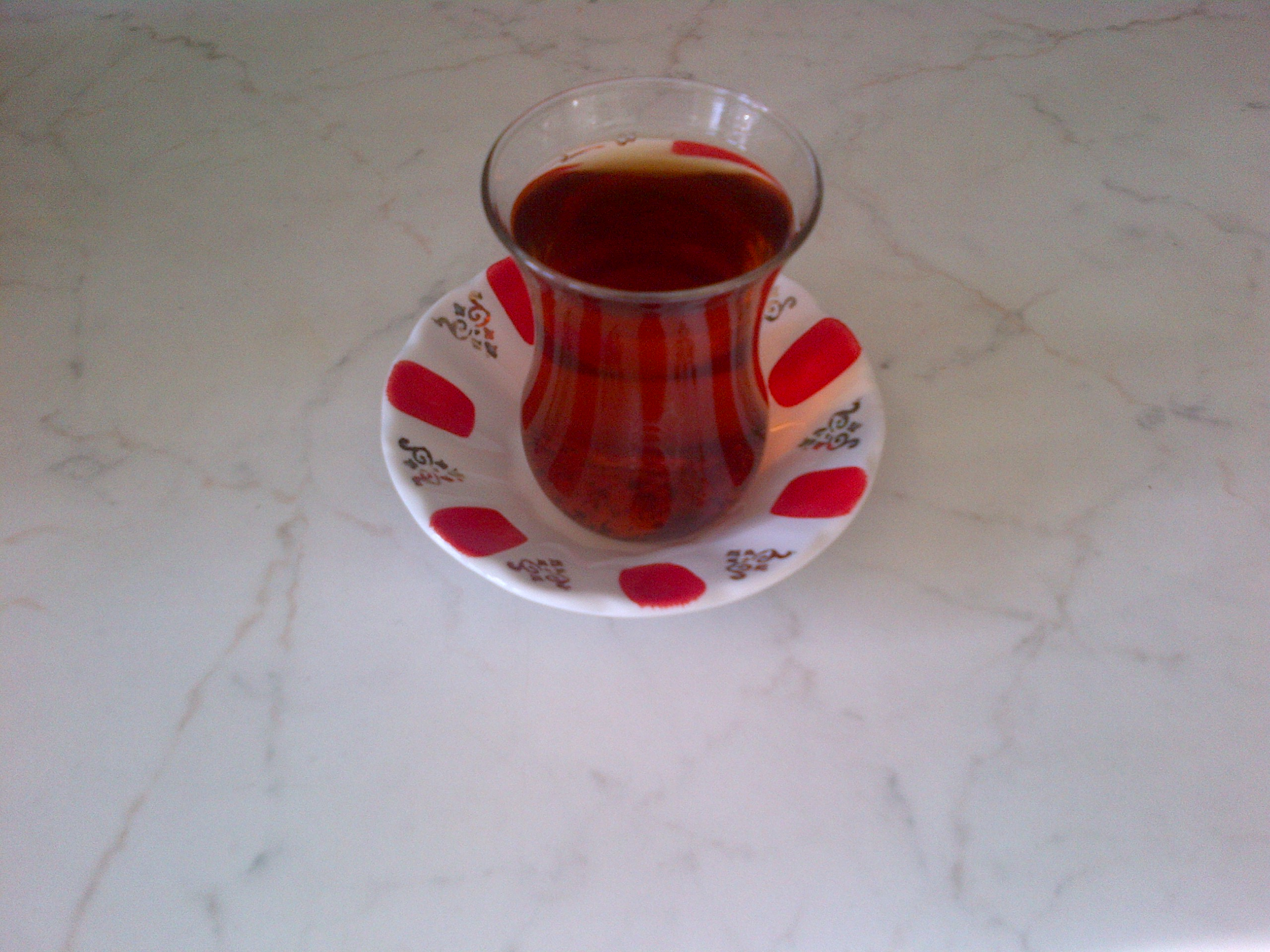
Türkischer Tee

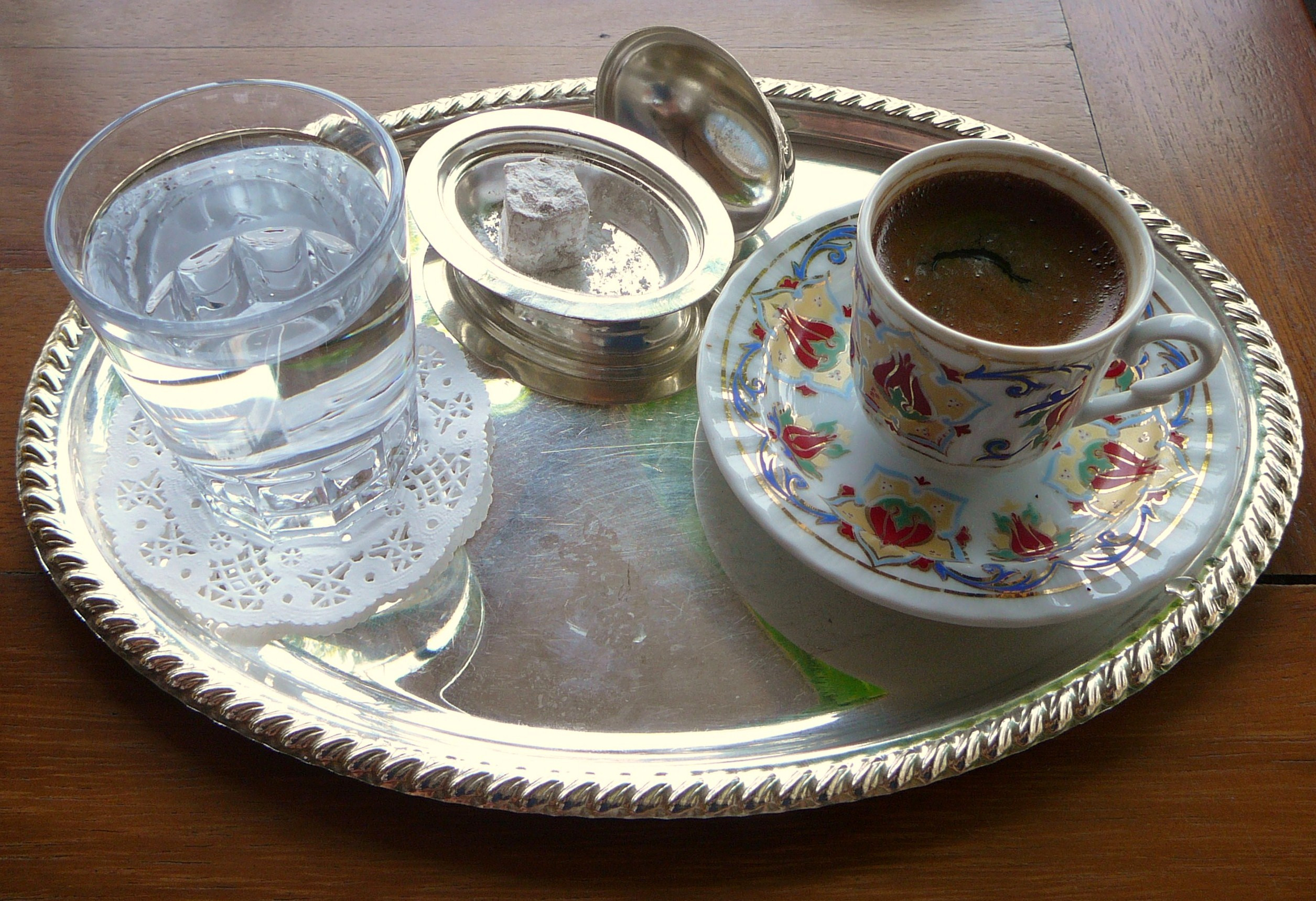
Türkischer Kaffee und Lokum

Türkische Teestuben in Deutschland sind bedingt durch die Einwanderung aus der Türkei in die Bundesrepublik Deutschland vermehrt ab den 1980er Jahren nach dem Vorbild der kahvehane, den in der Türkei anzutreffenden Dorf- und Stadtviertelcafés, im städtischen Raum Westdeutschlands entstanden, weisen aber charakteristische Unterschiede zum türkischen Vorbild auf.
Benannt sind die Teestuben nach dem dort vornehmlich konsumierten Getränk Tee. Für einen Teil der türkischen Einwanderergesellschaft gelten bzw. galten die Lokalitäten als wichtiger sozialer Treffpunkt.

## Entstehung und Entwicklungen
Die Sprachbarriere sowie der Ausschank alkoholischer Getränke war für eine Anzahl der türkischen Einwanderer der ersten Generation Anlass deutsche Kneipen zu meiden. Erste alternative Treffpunkte entstanden so schon in den 1960er und 1970er Jahren. Ansonsten ist die Teestube neben einer frühen Bedeutung für die erste Generation als ein Stück Heimat in ihrer Funktion und sozialen Bedeutung als Entsprechung zur deutschen Provinzkneipe zu verstehen, insbesondere die spätere starke Frequentierung auch durch Angehörige der zweiten Generation in den 1990er Jahren. Als übliche Beschäftigungen in Teestuben werden „Diskussionen, Kartenspiel oder Fußball“, aber auch Rauchen genannt. Die Lokale werden nahezu ausschließlich von Männern aufgesucht, obgleich es kein explizites Verbot für Frauen gibt. Mit dem Aufkommen von Arbeitslosigkeit wandelte sich laut Sozialwissenschaftler Rauf Ceylan die Funktion der Teestube noch mehr in Richtung Treffpunkt. Während in deutschen Cafés in der Regel Bestellungen Voraussetzung für die Beherbergung eines Gastes sind, ist der arbeitslose Teestubengast meist auch willkommen, wenn er nicht konsumiert. Für ihn sei der Teestubenaufenthalt laut Ceylan eine Möglichkeit familiären Stress und Konflikte abzubauen sowie gesellschaftlichem Druck zu entfliehen.
Sowohl aufgrund der Situation in der Diaspora (schon die ersten Vereinsräume türkischer Arbeitervereine um 1963 waren meist in Form von Teestuben eingerichtet) als auch neuerer Probleme wie Arbeitslosigkeit ist die Teestube in Deutschland mehr als das Kaffeehaus in der Türkei zu einem „identitätsstiftenden Ort“ geworden, an denen ein Teil der Türken in Deutschland besondere Solidarität und gegenseitige Hilfe erleben.
Die Teestuben in Deutschland finanzieren sich zumeist allein aus dem Getränkeverkauf, der dem Cafébetreiber bei Tee trotz eines Glaspreises von in der Regel nur einem Euro, eine große Gewinnspanne bietet.

### Einrichtung
Einrichtungen der Teestuben in Deutschland ähneln sich häufig. Charakteristisch sind Fliesenboden, eine verhältnismäßig kurze Theke und nur wenige, dafür große Tische zentral im Raum. Ein unter der Decke angebrachter, meist großformatiger Fernseher bietet Empfangsmöglichkeiten für Fußballspiele und türkische Programme. Ein besonders krasser Unterschied zur deutschen Kneipe ist die Beleuchtung: diese ist häufig äußerst hell und wird üblicherweise durch Neonröhren gewährleistet.